# ボスニア・ヘルツェゴビナ共和国

ボスニア・ヘルツェゴビナ共和国
Republika Bosna i Hercegovina (セルボ・クロアチア語)
Република Босна и Херцеговина (セルボ・クロアチア語)

国歌: Једна си једина（ボスニア語）
汝は唯一の（1992年 - 1995年）
ボスニア・ヘルツェゴビナの位置

ボスニア・ヘルツェゴビナ共和国（ボスニア・ヘルツェゴビナきょうわこく）は民主的で選挙による共和国として、1992年から1995年までユーゴスラビア社会主義連邦共和国の構成国であった。共和国は共産主義の象徴を、新しい国旗・国章が決まるまでの間そのまま使用した。共和国はボシュニャク人の指導者アリヤ・イゼトベゴヴィッチが政府の首班となったが、セルビア人およびクロアチア人の分離主義者はそれぞれボスニアからの分離を求めて政府を去った。1992年、共和国はユーゴスラビアからの独立を宣言した。その直後からセルビア人はボスニアからの分離とユーゴスラビアへの編入を求め、ボスニア・ヘルツェゴビナ紛争が始まった。